# Xianyan (köpinghuvudort i Kina, Jiangxi Sheng, lat 28,57, long 118,39)
Xianyan (kinesiska: 仙岩) är en köpinghuvudort i Kina. Den ligger i provinsen Jiangxi, i den sydöstra delen av landet, omkring 250 kilometer öster om provinshuvudstaden Nanchang. Antalet invånare är 23 403. Befolkningen består av 11 058 kvinnor och 12 345 män. Barn under 15 år utgör 22,0 %, vuxna 15-64 år 65 %, och äldre över 65 år 12,0 %.
Runt Xianyan är det ganska tätbefolkat, med 230 invånare per kvadratkilometer. Närmaste större samhälle är Yanrui, 16,6 km norr om Xianyan. I omgivningarna runt Xianyan växer i huvudsak blandskog.
Genomsnittlig årsnederbörd är 2 636 millimeter. Den regnigaste månaden är juni, med i genomsnitt 506 mm nederbörd, och den torraste är oktober, med 38 mm nederbörd.